# 伊方迪克
伊方迪克（法語：Iffendic，法語發音：[ifɛ̃dik]）是法国伊勒-维莱讷省的一个市镇，位于该省西部，属于雷恩区。

## 地理
伊方迪克（48°7'49"N, 2°2'1"W）面积73.66 平方千米，位于法国布列塔尼大區伊勒-维莱讷省，该省份为法国西北部沿海省份，位于布列塔尼半岛东部，北濒大西洋，西接阿摩尔滨海省和莫尔比昂省，南至大西洋卢瓦尔省，西南端接曼恩-卢瓦尔省，东临马耶讷省，东北与芒什省接壤。
与伊方迪克接壤的市镇（或旧市镇、城区）包括：布瓦热维利、圣贡莱、默河畔蒙福尔、贝代、布列塔尼地区蒙托邦、蒙泰尔菲勒、拉努艾、潘蓬、圣马隆叙梅勒、圣莫冈、圣奥南拉沙佩勒、圣佩朗、圣于尼亚克、塔朗萨克。

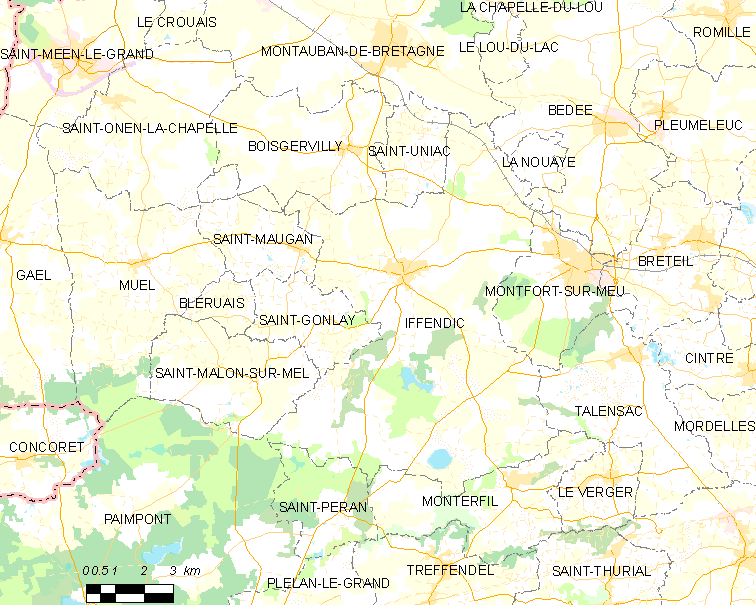
伊方迪克的OSM定位图

伊方迪克的时区为UTC+01:00、UTC+02:00（夏令时）。

## 行政
伊方迪克的邮政编码为35750，INSEE市镇编码为35133。

## 政治
伊方迪克所属的省级选区为默河畔蒙福尔县。

## 人口

1962-2008年间伊方迪克人口变化图示

伊方迪克于2022年1月1日时的人口数量为4603人。